# یوری (سبک)

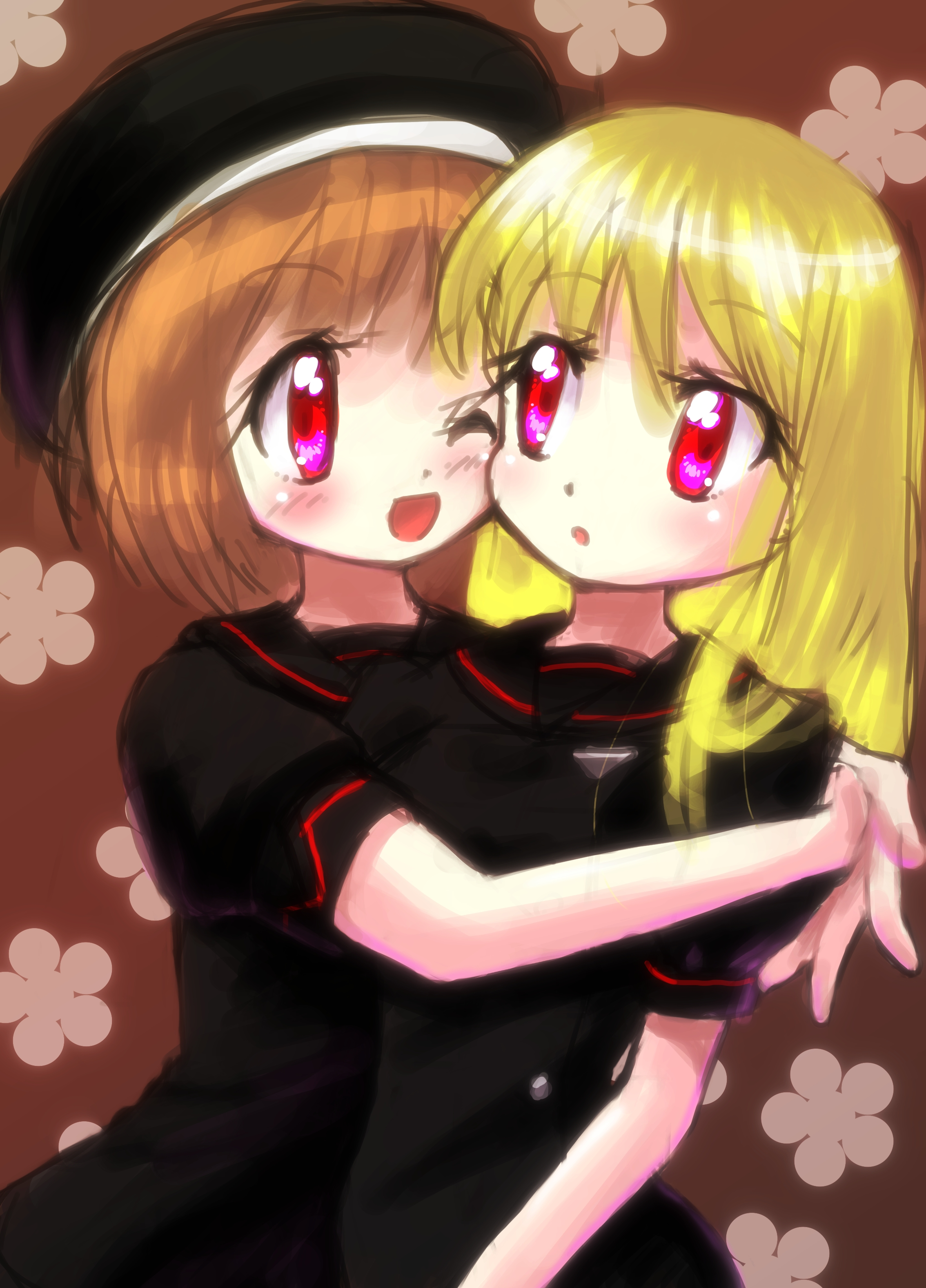
نمونه‌ای از آثار هنری الهام گرفته از یوری. آثاری که روابط صمیمانه بین همکلاسی‌های مدرسه را به تصویر می‌کشد که در سبک یوری رایج است.(که میتواند بدون صحنه های جنسیتی باشد و فقط روابط عاشقانه و عاطفی بین طرفین را بازگو کند و بالعکس)

یوری (به ژاپنی: 百合 ,lily) (به انگلیسی: Yuri) یا عشق دختران (به ژاپنی: ガールズラブ gāruzu rabu) (به انگلیسی: girls' love) واژه‌ای ژاپنی برای توصیف سبکی است که شامل ابراز علاقه و عشق میان زنان با مضامین همجنس‌گرایی زنانه در لایت ناول‌ها، انیمه‌ها، مانگا‌ها، بازی‌های ویدئویی، ادبیات و رسانه‌های مرتبط ژاپنی می‌شود. این واژه می‌تواند هم بر جنبه‌های جنسی و هم احساسی یک رابطه تمرکز داشته باشد و گاهی توسط طرفداران همجنس‌گرایی ژاپنی از عنوان‌های متفاوتی به جای واژهٔ یوری همچون شوجو-آی، بیَن (شکل مختصر کلمهٔ لزبین)، «اُنا ایکس اُنا» و «زنان کنارهم» نیز استفاده می‌شود.
تم‌های مرتبط با یوری از داستان‌های لزبین ژاپنی در اوایل قرن بیستم سرچشمه می‌گیرد، به ویژه نوشته‌های نوبوکو یوشیا و ادبیات در سبک کلاس اِس (S). مانگایی که هومواروتیسم زن را به تصویر می‌کشد در دهه ۱۹۷۰ در آثار هنرمندان مرتبط با گروه سال ۲۴ (Year 24 Group) به ویژه آثار ریوکو یاماگیشی و ریوکو ایکدا ظاهر شد. این سبک در دهه ۱۹۹۰ محبوبیت بیشتری پیدا کرد؛ تأسیس یوری شیمای در سال ۲۰۰۳ به عنوان اولین مجله مانگا که منحصراً به یوری اختصاص داشت، و پس از آن جانشین آن کمیک یوری هیمه در سال ۲۰۰۵، منجر به استقرار یوری به عنوان سبک، نشر گسسته و ایجاد فرهنگ طرفداران یوری شد.
به عنوان یک سبک، یوری برخلاف همتاهای همجنس‌گرای مرد خود یائویی (که بازار آن مخاطبان زن را تشکیل می‌دهد)، و گی مانگا (که بازار آن مخاطبان همجنس‌گرایی مردانه را تشکیل می‌دهد)، اساساً یک جمعیت‌شناختی جنسیتی مفرد را هدف قرار نمی‌دهد. اگرچه یوری از همان ابتدا به عنوان سبکی برای مخاطبان زن ساخته شد، اما آثار یوری نیز تولید شده‌اند که مخاطبان مرد را هدف قرار می‌دهند. همان‌طور که در مانگا می‌توان مجلهٔ خواهر کمیک یوری هیمه یعنی کمیک یوری هیمه اس را مشاهده کرد که مخاطبانش مرد است.

## اصطلاحات و ریشه‌شناسی

### یوری

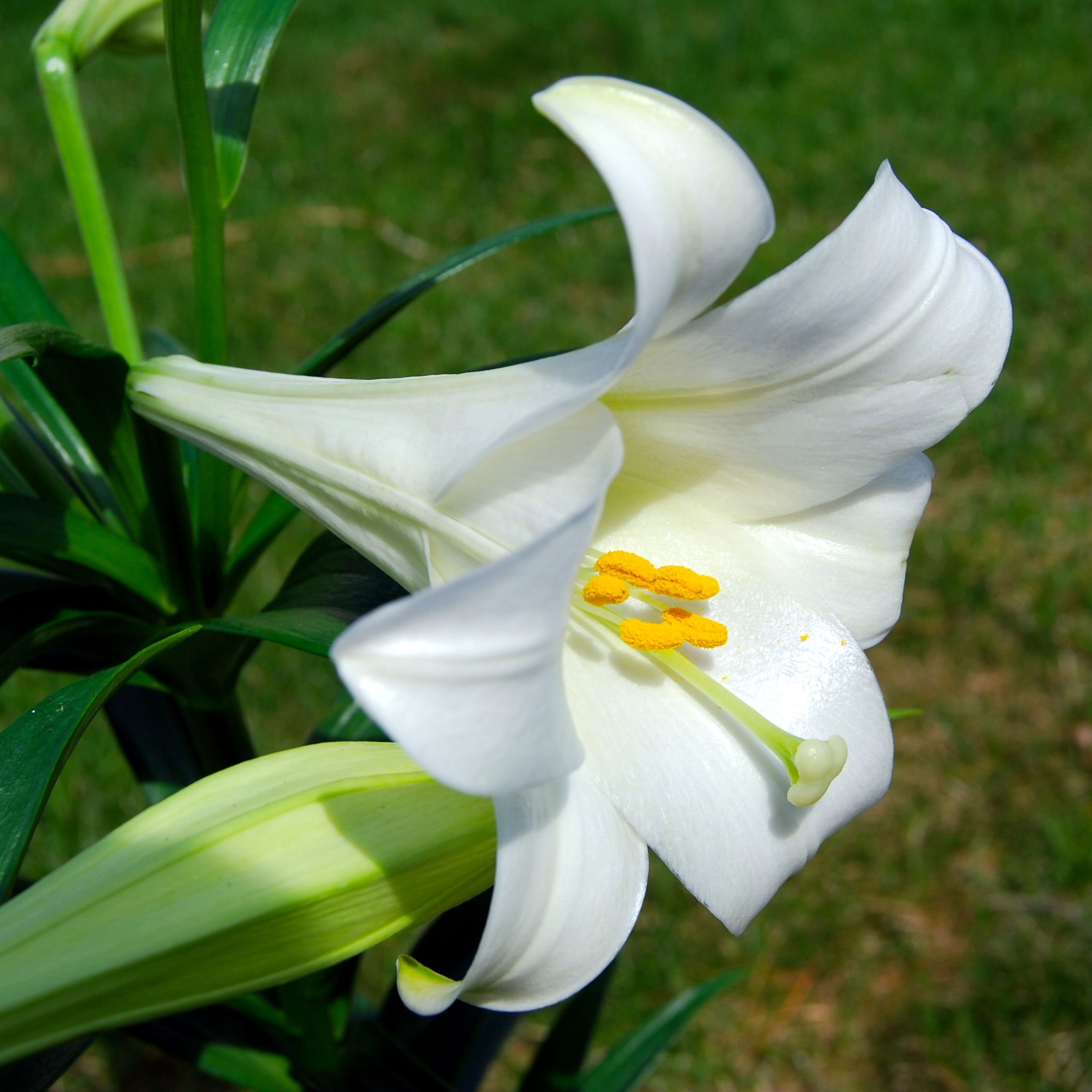
یک سوسن سفید، نماد واقعی سبک یوری

کلمهٔ یوری (百合) به معنای واقعی کلمه به «سوسن» ترجمه می‌شود و یک نام زنانه نسبتاً رایج ژاپنی است. نیلوفرهای سفید از دوران رمانتیک ادبیات ژاپن برای نمادی از زیبایی و خلوص در زنان استفاده می‌شده است و به‌طور واقعی نمادی از سبک یوری است.
در سال ۱۹۷۶، بونگاکو ایتو، ویراستار مجلهٔ همجنس‌گرایی مردانه بارازوکا، از واژهٔ یوری‌زُوکو (به معنی قبیلهٔ سوسن) در اشاره به خوانندگان زن مجله در ستونی از نامه‌ها با عنوان یوری‌زُوکو نو هِیا (به ژاپنی: Yurizoku no Heya, 百合族の部屋، به معنی قبیلهٔ سوسن) ،استفاده این در حالی است که تمامی زنانی که نامه‌های آن‌ها در یوری‌زُوکو نو هِیا ظاهر شده بود لزبین به‌شمار نمی‌رفتند، و به‌طور دقیق مشخص نیست که آیا این ستون نخستین نمونه اصطلاح یوری در این زمینه بوده است، یا بعدها ارتباطی میان یوری و لزبین‌گرایی ایجاد شد. به‌طور مثال مجلهٔ تانبی آلان (به ژاپنی: アラン, Aran) در ژوئیه سال ۱۹۸۳، شروع به انتشار یوری تسوشین (به ژاپنی: 百合通信، به معنی ارتباط سوسن) به عنوان یک ستون تبلیغاتی شخصی برای ارتباط «همجنس‌گرایی زنانه» کرد.
این اصطلاح با مانگای پورنو لزبین از دههٔ ۱۹۹۰ آغاز شد، همچنین به‌طور مشخصی کمیک Misuto Managa Magazine Misuto (۱۹۹۶–۱۹۹۹)، به‌شدت گل‌های لیلی نمادین را برجسته کرد.

### عشق دختران
ساختار واسِئی اِیگو در «عشق دختران» (به ژاپنی: ガールズラブ, gāruzu rabu) و کوته‌نوشت آن «جی‌اِل» (GL)، احتمالاً به عنوان متضادی در مقابل ژانر عاشقانه مرد با مرد عشق پسرانه با کوته‌نوشت «بی‌اِل» (BL)، در دهه ۲۰۰۰ (میلادی) توسط ناشران ژاپنی پذیرفته شد. در حالی که این اصطلاح به‌طور کلی مترادف با یوری در نظر گرفته می‌شود، در موارد نادر از آن برای نشان دادن رسانه‌های یوری که از نظر جنسی واضح است؛ استفاده می‌شود.

### شوجو-آی
در دهه ۱۹۹۰، طرفداران غربی از عبارت شوجو-آی (Shōjo-ai,少女愛, به معنای «عشق دختر») برای توصیف آثار یوری که رابطه جنسی آشکار را به تصویر نمی‌کشند استفاده کردند.

## تاریخچه

### قبل از ۱۹۷۰: ادبیات کلاس اس (S)

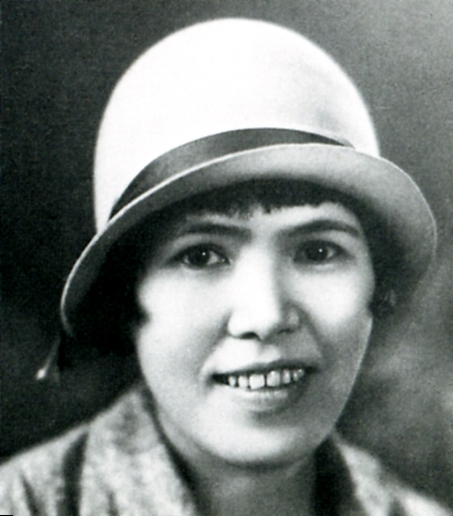
نوبوکو یوشیا نویسنده، که آثار او در ژانر کلاس اِس (S) به‌طور قابل توجهی بر یوری تأثیر گذاشت

نوبوکو یوشیا یکی از اولین نویسندگان ژاپنی بود که در مورد عشق بین زنان آثاری تولید کرد، او رمان‌نویس فعال در دوره‌های تایشو و شووا بود. یوشیا از پیشگامان ادبیات لزبین ژاپنی از جمله سبک کلاس اس در اوایل قرن بیستم بود. آثار او بسیاری از ایده‌ها و حرکات رایج را رواج داد که سبک یوری را برای سال‌های آینده به دنبال داشت. داستان‌های کلاس اِس دلبستگی‌های لزبین را به‌عنوان روابط عاطفی شدید و در عین حال افلاطونی به تصویر می‌کشند که قرار است با فارغ‌التحصیلی از مدرسه، ازدواج یا مرگ محدود شوند. ریشه این سبک تا حدی در این باور معاصر است که عشق همجنس‌گرا بخشی گذرا و عادی از رشد زنان است که به دگرجنسگرایی و مادری منجر می‌شود. کلاس اِس در دهه ۱۹۳۰ از طریق مجلات دخترانه ژاپنی توسعه یافت، اما در نتیجهٔ سانسور دولتی که توسط جنگ دوم چین و ژاپن در سال ۱۹۳۷ ایجاد شد، کاهش یافت. اگرچه هوموسوشیالیتی بین دختران دوباره به‌عنوان موضوع مشترک شوجو مانگا (کمیک برای دختران) پس از جنگ ظاهر شد، محبوبیت کلاس اِس به تدریج به نفع آثار متمرکز عاشقانه‌های زن و مرد کاهش یافت.
به‌طور سنتی، داستان‌های کلاس اِس بر پیوندهای عاطفی قوی بین یک کلاس برتر و یک کلاس مبتدی، یا در موارد نادر، بین دانش آموز و معلمش تمرکز می‌کنند. مدارس خصوصی دخترانه یک محیط معمول برای داستان‌های کلاس اِس هستند که به‌عنوان یک دنیای همجنس‌گرایی مختص زنان به تصویر کشیده می‌شود. آثار در این سبک به شدت بر زیبایی و معصومیت قهرمانانشان تمرکز دارند، موضوعی که در یوری تکرار می‌شود. منتقدان به‌طور متناوب کلاس اِس را به عنوان یک سبک متمایز از یوری در نظر گرفته‌اند، به عنوان یک «پروتو-یوری»، و جزء یوری.

### دههٔ ۱۹۷۰ و دههٔ ۱۹۸۰: «عصر تاریک»
در ۱۹۷۰، ماساکو یاشیرو هنرمند مانگا یک مانگای شوجو با نام شیکورتو رابو シークレットラブ, Secret Love) Shīkuretto Rabu, به معنای عشق مخفی) که تمرکز آن بر روی مثلث عشقی میان دو دختر و یک پسر بود منتشر کرد. به عنوان اولین مانگای غیر کلاس اس که روابط صمیمی بین زنان را به تصویر کشیده است، شیکورتو رابو از نظر برخی محققان اولین اثر در سبک یوری است. از آنجا که یاشیرو و شیکورتو رابو نسبتاً مبهم هستند و کار تا حدی بر عاشقانه زن و مرد متمرکز است، اکثر منتقدان شیروی هیا نو فوتاری (Shiroi Heya no Futari) را که در سال ۱۹۷۱ توسط ریوکو یاماگیشی منتشر شد، به عنوان اولین مانگای یوری می‌شناسند.

### دههٔ ۱۹۹۰: محبوبیت جریان اصلی

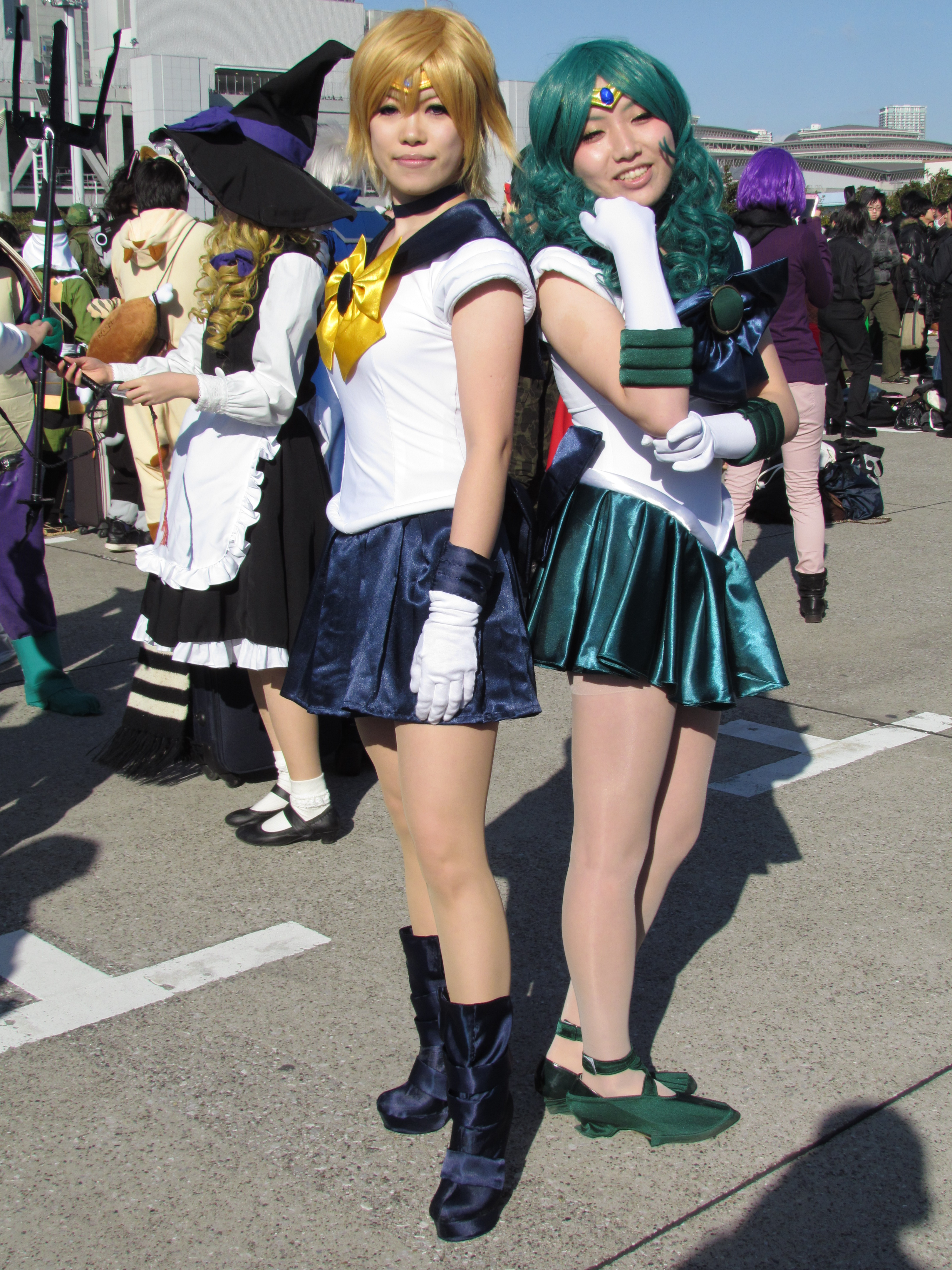
کازپلیرهایی که مانند سیلور اورانوس و سیلور نپتون لباس پوشیده‌اند، از سیلور مون

تا دههٔ ۱۹۹۰، فرمول داستان تراژیک در مانگا محبوبیت آن را کاهش داده بود.

## مفاهیم و تم‌ها

### صمیمیت بین زنان
یوری به عنوان یک سبک، روابط صمیمانه بین زنان را به تصویر می‌کشد، دامنه‌ای که به‌طور کلی شامل عشق رمانتیک، دوستی‌های شدید، عشق معنوی و رقابت تعریف می‌شود. در حالی که لزبین‌گرایی موضوعی است که معمولاً با «یوری» مرتبط است، اما همهٔ شخصیت‌های رسانه‌های یوری لزوماً غیردگرجنس‌گرا نیستند. وِلکر خلاصه می‌کند: این موضوع که آیا شخصیت‌های یوری همجنس‌گرا هستند یا خیر، «مسئله‌ای بسیار پیچیده است». این سؤال که آیا یک شخصیت در یک اثر یوری لزبین است یا دوجنسگرا را تنها در صورتی می‌توان تعیین کرد که شخصیت خود را با این عبارات توصیف کند، اگرچه اکثر آثار یوری به صراحت این موضوع را تعریف نمی‌کنند. گرایش جنسی شخصیت‌های آن‌ها و در عوض موضوع را به تفسیر خواننده بسپارید. ریکا تاکاشیما اشاره می‌کند که طرفداران غربی و ژاپنی اغلب انتظارات متفاوتی برای سطح صمیمیت نشان داده شده در یوری دارند، که او آن را به تفاوت‌های فرهنگی بین گروه‌ها نسبت می‌دهد. او خاطرنشان می‌کند که آثار یوری که از محبوبیت بین‌المللی برخوردار هستند، معمولاً صریح هستند و بر روی «دختران بامزه‌ای که با یکدیگر معاشرت می‌کنند» متمرکز هستند، در حالی که طرفداران ژاپنی «مایل به خواندن بین سطرها، برداشتن نشانه‌های ظریف، و با استفاده از تخیل خود، ملیله‌های غنی از معنا را از نخ‌های کوچک می‌بافند.»

### کمبود سبک و انحصار جمعیتی
تفاوت در انتظارات شناسایی شده توسط تاکاشیما همچنین بر نحوه درک و طبقه‌بندی آثار یوری توسط مخاطبان مختلف تأثیر می‌گذارد. به عنوان مثال، در حالی که در غرب سیلور مون به عنوان یک سریال دخترانهٔ جادویی با عناصر یوری در نظر گرفته می‌شود، در ژاپن این سریال توسط مجلات یوری به عنوان یک «اثر یادبود» در این سبک در نظر گرفته می‌شود. مثال سِیلور مون بیشتر نشان می‌دهد که چگونه طرفداران، به جای ناشران یا خالقان، اغلب تعیین می‌کنند که آیا یک اثر «یوری» است یا خیر. سیلور مون به عنوان یک مانگا یا انیمه یوری ساخته نشد، بلکه بر اساس نحوهٔ تفسیر و مصرف این اثر توسط طرفداران یوری، «به یک متن یوری تبدیل شد».
اگرچه یوری از نظر تاریخی و موضوعی با شوجو مانگا از زمان ظهور آن در دههٔ ۱۹۷۰ پیوند خورده است، اما آثار یوری در همهٔ گروه‌های جمعیتی، نه تنها شوجو (دختران)، بلکه جوزی (زنان بزرگسال)، شونن (پسران) و سینن (مردان بزرگسال) برای مانگا منتشر شده است. آثار شوجو یوری تمایل دارند بر روی روایت‌های خیالی و الهام‌گرفته از افسانه تمرکز کنند که شخصیت‌های «شاهزاده دختر» الهام گرفته از تاکارازوکا ریوو را بت می‌کنند، در حالی که آثار یوری در جمعیت‌شناسی جوزی تمایل دارند زوج‌های همجنس زن را با درجهٔ بیشتری از واقع‌گرایی به تصویر بکشند. مانگای شونن و سینن، برعکس تمایل دارند از یوری برای به تصویر کشیدن روابط بین «دختران بی گناه مدرسه» و «لزبین‌های درنده» استفاده کنند. مجلات مانگا که به‌طور انحصاری به یوری اختصاص داده شده است، تمایل دارند با یک جمعیت‌شناسی خاص مطابقت نداشته باشند، و بنابراین شامل محتوایی از عاشقانه‌های دخترانه تا محتوای جنسی صریح هستند.

### کرایمسون رُز اَند کَندی
اکثر داستان‌های یوری منتشر شده در دهه‌های ۱۹۷۰ و ۱۹۸۰ تراژدی بودند که بر روابط محکوم به‌فنا که به جدایی یا مرگ ختم می‌شود تمرکز داشتند (به تاریخچهٔ بالا مراجعه کنید). یوکاری فوجیموتو، یک محقق مانگا در دانشگاه میجی، خاطرنشان می‌کند که طرح تراژیک شیروی هیا نو فوتاری (Shiroi Heya no Futari) به یک کهن الگوی رایج داستان یوری تبدیل شد که او آن را «کرایمسون رُز اَند کَندی» می‌نامد. در اینجا، «کَندی» یک شخصیت فِمه است که «رُز» را تحسین می‌کند و رُز یک شخصیت دیگر بوچ است. رُز عموماً قد بلندتر است، موهای بلند تیره و رفتاری جدی دارد، در حالی که کَندی از نظر جسمی کوچکتر است، موهای روشن‌تر و شخصیتی ساده لوح دارد. دلبستگی بین کَندی و رُز موضوع شایعات یا حتی باج‌گیری‌ها می‌شود، حتی در حالی که کُندی و رُز تصدیق می‌کنند که رابطه‌شان عاشقانه شده است. داستان با مرگ رُز به پایان می‌رسد تا از کَندی در برابر رسوایی محافظت کند. در حالی که محبوبیت فرمول‌های داستان تراژیک در یوری در دههٔ ۱۹۹۰ کاهش یافت، داستان قدیمی رُز و کَندی همچنان بر داستان‌های یوری معاصر تأثیر می‌گذارند، به ویژه آنهایی که روابط سنپای و کوهای را به تصویر می‌کشند مانند شکوفه به تو (Bloom Into You).

### محتوای جنسی اسمی

یک صفحه از بوسه‌ها، آه‌کشیدن‌ها، و گیلاس شکوفه صورتی (۲۰۰۳–۲۰۱۲) توسط میلک موریناگا. محتوای جنسی در یوری به ندرت دست در دست شدن و بوسیدن به تصویر کشیده شده است.

برخلاف یائویی، جایی که تصاویر صریح از اعمال جنسی، عادی هستند و داستان‌ها به‌طور معمول با زوج اصلی در آمیزش جنسی مقعدی جذاب می‌شوند، یوری به‌طور کلی از تصاویر صحنه‌های جنسی گرافیکی جلوگیری می‌کند؛ اعمال جنسی در یوری به ندرت بیشتر بوسیدن لب‌ها و مالیدن سینه‌ها است. کازومی ناگایکه از دانشگاه اویتا خاطرنشان می‌کند که شخصیت‌های یوری معاصر به ندرت با دوگانگی‌های بوچ و فِمه (butch and femme) یا با پویایی‌های seme و uke معمول در یائوی مطابقت دارند. با این حال، او استدلال می‌کند که «این به این معنی نیست که در رسانه‌های یوری میل جنسی زنانه از بین می‌رود»، بلکه اجتناب عمومی از رابطه جنسی در رسانه‌های یوری «به وضوح از اهمیتی نشأت می‌گیرد که به پیوند معنوی زن و زن داده می‌شود.»

## رسانه

### در ژاپن
در اواسط دهه ۱۹۹۰ و اوایل سال ۲۰۰۰، برخی از مجلات سبک زندگی لزبین ژاپنی شامل بخش‌های مانگا بودند از جمله مجلات اَنیس (Anise) (۱۹۹۶–۱۹۹۷، ۲۰۰۱–۲۰۰۳) و فراین (Phryné) (۱۹۹۵). کارمیلا یک نشریه لزبین اروتیک، گلچینی از مانگای لزبین به نام «فقط دخترها» ( Girl's Only) منتشر کرد. علاوه بر این، میست (۱۹۹۶–۱۹۹۹) یک مجله مانگای کمیک برای زنان، شامل مانگای جنسی با مضمون لزبین به عنوان بخشی از بخش اختصاص داده شده به موضوعات مورد علاقه لزبین بود.
اولین نشریه‌ای که به صورت یوری به بازار عرضه شد از گلچین ادبی مانگای مجله سان، یوری شیمای بود که بین ژوئن ۲۰۰۳ تا نوامبر ۲۰۰۴ به صورت اقساط سه‌ماهه منتشر شد و تنها با پنج شماره به پایان رسید. پس از توقف فعالیت مجله، کمیک یوری هیمه توسط ایچیجینشا در ژوئیهٔ ۲۰۰۵ به عنوان احیای این مجله راه اندازی شد، که حاوی مانگای بسیاری از نویسندگانی بود که کارهایی را در سریال یوری شیمای منتشر کرده بودند. همانند پیشینیان خود، کمیک یوری هیمه نیز سه‌ماهه منتشر شد، اما تنها از ژانویه ۲۰۱۱ تا دسامبر ۲۰۱۶ و پس از آن ماهانه شد. مجلهٔ خواهر کمیک یوری هیمه، به نام کمیک یوری هیمه اس، به عنوان یک نشریهٔ فصلی توسط ایچیجینشا در ژوئن ۲۰۰۷ راه اندازی شد. برخلاف یوری شیمای یا کمیک یوری هیمه، کمیک یوری هیمه اس مخاطبان مرد را هدف قرار داده بود. با این حال، در سال ۲۰۱۰ با کمیک یوری هیمه ادغام شد. ایچیجینشا از ژوئیه ۲۰۰۸ اقتباس‌هایی از آثار کمیک یوری هیمه و رمان‌های اصلی یوری را تحت عنوان لایت ناول شوجو به نام ایچیجینشا بونکو اس (Ichijinsha Bunko Iris) منتشر کرد.
زمانی که کمیک یوری هیمه به ایجاد بازار کمک کرد، چندین گلچین دیگر یوری منتشر شد، مانند داستان عشق دختران یوری کوی، هیراری (Hirari), میبائی (Mebae), یوری دریل (Yuri Drill), یوری + کانوجو (Yuri + Kanojo), و اِکلِر (Eclair). هوبونشا نیز مجلهٔ یوری خود را با عنوان تسوبومی (Tsubomi) از فوریهٔ ۲۰۰۹ تا دسامبر ۲۰۱۲ در مجموع ۲۱ شماره منتشر کرد. پس از یک کمپین موفقیت‌آمیز سرمایه‌گذاری جمعی، مجله گلچین یوری گالِت (Galette) متعلق به خالق در سال ۲۰۱۷ راه اندازی شد.

### خارج از ژاپن
اولین شرکتی که مانگا با مضمون لزبین در آمریکای شمالی منتشر کرد، بازوی انتشاراتی یوریکون اِی‌اِل‌سی بود. از آثار آنها می‌توان به ریکا تی‌تی‌ئی کانجی؟! (?!Rica 'tte Kanji) اثر ریکا تاکاشیما (۱۹۹۵–۱۹۹۶) و گلچین سالانهٔ یوری مانگای یوری مونوگاتری اشاره کرد، که هر دو در سال ۲۰۰۳ منتشر شدند. دومی داستان‌هایی از سازندگان آمریکایی، اروپایی و ژاپنی، از جمله آکیکو موریشیما، آلثیا کیتون، کریستینا کولهی، تومومی ناکاسورا و اریکو تادنو را جمع‌آوری می‌کند. این آثار از داستان‌های فانتزی گرفته تا داستان‌های واقع گرایانه تر با موضوعاتی مانند آشکارسازی و گرایش جنسی را شامل می‌شود.
علاوه بر انتشارات ای‌ال‌سی، سون سیز انترتیمنت مستقر در لس آنجلس نیز با نسخهٔ انگلیسی عناوین معروفی مانند کاشی‌ماشی: ملاقات دختر با دختر (۲۰۰۴–۲۰۰۷) و وحشت توت‌فرنگی!، (۲۰۰۳–۲۰۰۷) در این سبک حضور داشته است. در ۲۴ اکتبر ۲۰۰۶، سون سیز اعلام کرد خط تخصصی مانگای یوری را راه‌اندازی می‌کند که شامل عناوینی مانند وحشت توت فرنگی، آخرین یونیفرم (۲۰۰۴–۲۰۰۶) و کمیک یوری هیمه و تألیفاتی مانند وویس‌فول (۲۰۰۴–۲۰۰۶) و عشق اول خواهران (۲۰۰۳–۲۰۰۸) است. بین سال‌های ۲۰۱۱ و ۲۰۱۳، جی‌مانگا که اکنون از بین رفته است، قبل از اینکه خدمات آن در ۱۳ مارس ۲۰۱۳ پایان یابد چندین عنوان یوری را در پلتفرم اشتراک دیجیتال خود منتشر کرد. از سال ۲۰۱۷، ویز مدیا و ین پرس، و در سال ۲۰۱۸ توکیوپاپ، شروع به انتشار مانگای یوری کردند. کودانشا کامیکز اولین انتشار خود را از مانگای یوری و یائوی در سال ۲۰۱۹ اعلام کرد و همچنین مانگای دیجیتال یک اثر جدید را با تخصص در مانگای یوری دوجین راه اندازی کرد.
همان‌طور که یوری در خارج از ژاپن به رسمیت شناخته شد، برخی از هنرمندان شروع به ساخت مانگای اصلی به زبان انگلیسی کردند که به عنوان یوری یا دارای عناصر و داستان‌های فرعی یوری برچسب خورده بودند. نمونه‌های اولیهٔ کمیک‌های یوری انگلیسی زبان اصلی عبارتند از استدی بیت (Steady Beat) (۲۰۰۳) توسط ریوِکا لافیل و ۱۲ روز (12 Days) (۲۰۰۶) توسط ژوئن کیم، که بین سال‌های ۲۰۰۵ و ۲۰۰۶ منتشر شدند. علاوه بر این، رمان‌های بصری توسعه‌یافته انگلیسی و بازی‌های مستقل بیشتری به عنوان بازی‌های یوری به بازار عرضه شده‌اند. همچنین یوری گیم جم به این امر کمک کرده است، یوری گیم جم یک گیم جم است که در سال ۲۰۱۵ تأسیس شد و به‌طور سالانه برگزار می‌شود.
در اواسط دههٔ ۲۰۱۰، بازی‌های ویدئویی یوری نیز شروع به ترجمهٔ رسمی به زبان انگلیسی کردند. در سال ۲۰۱۵، مانگاگیمر اعلام کرد که بوسه‌ای برای گلبرگ‌ها (A Kiss for the Petals) را منتشر خواهد کرد، اولین مجوز یک بازی یوری که دارای ترجمهٔ انگلیسی است. مانگاگیمر در سال ۲۰۱۶ اقدام به انتشار ارواح خویشاوند بر بام (Kindred Spirits on the Roof) کرد که یکی از اولین رمان‌های بصری بزرگسالان بود که بدون سانسور در فروشگاه استیم منتشر شد.

## تحلیل و بررسی

### جمعیت‌شناسی
در حالی که یوری در آثار زنانهٔ (شوجو، جوسی) نشأت گرفته است، این سبک با گذشت زمان تکامل یافته و مخاطبان مرد را نیز هدف قرار می‌دهد. مطالعات مختلفی برای بررسی جمعیت فندوم یوری انجام شده است.

#### مطالعات ناشر
اولین مجله‌ای که جمعیت خوانندگان خود را مطالعه کرد، یوری شیمای (۲۰۰۳–۲۰۰۴) بود که نسبت زنان را تقریباً ۷۰ درصد تخمین زده بود که اکثریت آنها یا نوجوان یا زنانی در دههٔ سی زندگی بودند که قبلاً به مانگای شوجو و یائویی علاقه داشتند. در ۲۰۰۸، ایچیجینشا برای دو مجله کمیک یوری هیمه و کمیک یوری هیمه اس خود یک مطالعه جمعیت شناختی انجام داد، اولین مورد برای زنان و دومین مورد برای مردان بود. این مطالعه نشان می‌دهد که ۷۳٪ از خوانندگان کمیک یوری هیمه را زنان و مردان ۶۲ درصد را تشکیل می‌دهند. ناشر خاطرنشان کرد، با این حال خوانندگان مجله دومی نیز تمایل به خواندن اولین مجله داشتند که منجر به ادغام آنها در سال ۲۰۱۰ شد. با توجه به سن زنان برای کمیک یوری هیمه، ۲۷٪ از آنها زیر ۲۰ سال سن داشتند، ۲۷٪ بین ۲۰ تا ۲۴ سال، ۲۳٪ بین ۲۵ تا ۲۹ سال و ۲۳ درصد بالای ۳۰ سال. از سال ۲۰۱۷، گفته می‌شود نسبت مردان و زنان به حدود ۶:۴ تغییر یافته است، تا حدی به لطف ادغام کمیک یوری هیمه اس و خوانندگان بیشتر مرد، یورو یوری را با خود به ارمغان آورد.

#### مطالعات آکادمیک
وِرِنا مِیسِر مطالعه ای در مورد جمعیت فندوم یوری در ژاپن بین سپتامبر و اکتبر ۲۰۱۱ انجام داد. این مطالعه که عمدتاً به سمت انجمن یوری کومیو! و شبکه اجتماعی میکسی متمرکز شده بود، در مجموع ۱٬۳۵۲ پاسخ معتبر دریافت کرد. این مطالعه نشان داد که ۵۲٫۴٪ از پاسخ دهندگان زن بودند، ۴۶٫۱٪ مرد بودند و ۱٫۶٪ بی جنسیت بودند. گرایش شرکت کنندگان نیز درخواست شد و آنها به دو دسته «دگرجنس‌گرا» و «غیر دگرجنس‌گرا» تقسیم شدند. نتایج بدین شرح بود: ۳۰٪ زنان غیر دگرجنس‌گرا، ۱۵٫۲٪ زنان دگرجنس‌گرا، ۴٫۷٪ مردان غیر دگرجنس‌گرا، ۳۹٫۵٪ مردان دگرجنس‌گرا و ۱٫۲٪ «غیره» بودند. در مورد سن، ۶۹ درصد از پاسخ دهندگان بین ۱۶ تا ۲۵ سال سن داشتند. مطالعه مِیسر (Maser) این تصور را داشت که طرفداران یوری تا حدودی به‌طور مساوی بین مردان و زنان تقسیم شده‌اند، همچنین وجود جنسیت‌های مختلف در طرفداران را نیز برجسته کرد.

### ارتباط با لزبین‌گرایی

#### ارتباط معنایی
در حالی که اصطلاح یوری مترادف با لزبین‌گرایی در غرب است، رابطهٔ بین یوری و لزبین‌گرایی در ژاپن ضعیف تر است. در حالی که یوری در دهه ۱۹۷۰ و ۱۹۸۰ در ژاپن به شدت با لزبین‌گرایی ارتباط داشت، رابطه بین اصطلاحات با گذشت زمان ضعیف شده است. اگرچه طرفداران، روزنامه نگاران و ناشران ژاپنی می‌گویند که یوری و لزبین‌گرایی دارای ویژگی‌های مشترکی هستند، اما این دو اغلب به‌طور خاص به عنوان مفاهیم تفکیک می‌شوند. ویرایشگر کمیک یوری‌هیمه سیتارا ناکامورا اظهار داشت که «به‌طور کلی، یوری در مورد روابط لزبین با ارتباط جسمانی نیست.» مجلات لزبین ژاپنی و کوئیر در دههٔ ۱۹۹۰ غالباً با ادغام یوری با لزبین‌گرایی مخالفت می‌کردند که احتمالاً دلیل مخالفت آن‌ها ارتباط قبلی آن با پورنوگرافی مردانه بود.
اِرین سوبرامیان از یوریکون، توضیح می‌دهد که اکثر مردم ژاپن اصطلاح «لزبین» را به عنوان توصیف «افراد غیرطبیعی در پورنوگرافی» یا «افراد عجیب در کشورهای دیگر» توصیف می‌کنند. مِیسِر معتقد است که یوری سبکی است که قبل از هویت جنسی بر آرمان‌های زیبایی، پاکی، بی گناهی و معنویت متمرکز شده است؛ و تمرکز بر «ارتباط بین قلبها» است تا «ارتباط بین بدنها». ناگایکه در تحلیل نامه‌های منتشر شده در کمیک یوری هیمه اشاره می‌کند که بسیاری از خوانندگان زن این مجله خودشان را دگرجنس گرا معرفی می‌کنند؛ بنابراین او معتقد است که یوری بیشتر با هوموسوشیالیتی (homosociality) هماهنگ است تا با همجنس‌گرایی، حتی اگر این دو مفهوم متقابل یکدیگر نباشند.

### روابط اجتماعی‌سیاسی
ناگایک استدلال می‌کند که یوری محصول جانبی شوجو کیودوتای (少女 共同体 , shōjo kyōdōtai، به معنای «اجتماع دختران») است، که در مدارس دخترانه قبل از جنگ در ژاپن شکل گرفت. دختران نوجوان که از تأثیر پدرسالاری جدا شده بودند، «فرهنگ شوجو» را ایجاد کردند که از ادبیات کلاس اِس برای انتشار و به اشتراک گذاری کدهای فرهنگی هوموسوشیال استفاده می‌کرد. اگرچه این فرهنگ در آگاهی دادن به نگرش دختران در مورد زنانگی و استقلال قابل توجه بود، اما در نهایت زودگذر بود؛ پس از ترک محیط تک جنسیتی مدرسه، دختران تابع انتظارات مردسالارانه از ازدواج و خانواده شدند.
از آنجا که آموزش مختلط در دوران پس از جنگ رایج شد و ادبیات کلاس اِس به عنوان ابزاری برای انتشار پیوندهای هوموسوشیال رو به زوال نهاد، مبدل‌پوشی و یائویی به عنوان شیوه‌های اصلی ادبیات برای انتقاد و مقاومت در برابر پدرسالاری در زنان ظاهر شد. ظهور یوری اجازهٔ بازگشت هوموسوشیالتی به سبک اِس را داد که همجنس‌گرایی جزء آن است. بنابراین، ناگایک ادعا می‌کند که یوری با دید سیاسی لزبین‌گرایی که توسط فیلسوفانی مانند مونیک ویتیگ مورد حمایت است، مطابقت ندارد و لزبین‌گرایی را سرنگون کننده «تفسیر سیاسی و جامعه شناختی هویت زنان» می‌داند. در عوض، یوری به دیدگاه آدرین ریچ در مورد «پیوستار لزبین» نزدیک است که به دنبال براندازی دگرجنس‌گرایی اجباری است.